# Usnea rubicunda
Usnea rubicunda (liquen de barba roja) es un tipo de  liquen arbóreo nativo de regiones templadas de Norte, Centro y Sudamérica, tanto como Europa, Asia del este, y África del norte. Esta especie muy foliosa forma agrupaciones muy densas pilosas de coloraciones naranja a rojizas.
- Datos: Q2062822
- Multimedia: Usnea rubicunda / Q2062822
- Especies: Usnea rubicunda